# Banco Central de Venezuela
El Banco Central de Venezuela (BCV) es el organismo responsable, como principal autoridad económica, de velar por la estabilidad monetaria y de precios de ese país suramericano y es el único autorizado para emitir la moneda de curso legal en Venezuela.
Es una persona jurídica de derecho público con autonomía para la formulación y el ejercicio de las políticas de su competencia. Tiene rango constitucional desde la Constitución de 1999: en ella se reconoce su carácter autónomo e independiente de las políticas del gobierno nacional.
Tiene su sede principal en la esquina de Carmelitas, sobre la avenida Urdaneta de Caracas. También tiene una subsede en Maracaibo desde 1977, ubicada en la Calle 93 de esa ciudad. Está en proyecto abrir la Subsede Guayana en la población del El Callao, y otra más grande en Ciudad Guayana la cual ya está en construcción, ambas ubicadas en el Estado Bolívar, como parte de las operaciones del Instituto Emisor con el mineral del oro localizado en esa zona del país.

## Historia
El presidente Eleazar López Contreras nombra una comisión en 1937, encabezada por quien sería luego su Ministro de Fomento, Manuel Egaña, para el estudio del funcionamiento y regulación de los bancos centrales del Norte y Sur de América. Dicha comisión entregó un proyecto de ley que fue finalmente sancionada el 8 de septiembre de 1939 por el Congreso de los Estados Unidos de Venezuela. Dicha ley —publicada en la Gaceta Oficial n.º 19.974— autoriza la creación del Banco Central de Venezuela, con el fin de regular la circulación monetaria y el crédito para evitar fluctuaciones de gran escala en el circulante. Además tendría como función principal regular y vigilar el comercio de oro y divisas.
El BCV inicia sus actividades el 15 de octubre de 1940 y el 1 de enero de 1941 comienza a operar formalmente con José María Herrera Mendoza como primer presidente. Para ello se hizo necesario la entrega del oro y los billetes que emitían el Banco de Venezuela, Banco Mercantil y Agrícola, Banco de Maracaibo, Banco Comercial de Maracaibo, Venezolano de Crédito y el Banco Caracas, estos dos últimos se negaron a la entrega del oro guardado en sus bancos y fueron demandados por el BCV concluyendo el litigio en 1956 con la incineración de los billetes y traspaso total del oro que respaldaba el bolívar.
Emisión de billetes por parte de los bancos en 1940
| Institución financiera       | Pagado     | Reserva    | Billetes emitidos |
| ---------------------------- | ---------- | ---------- | ----------------- |
| Banco de Venezuela           | 18.000.000 | 33.104.000 | 112.430.000       |
| Venezolano de Crédito        | 6.000.000  | 11.033.000 | 15.430.000        |
| Banco Mercantil y Agrícola   | 8.000.000  | 9.492.000  | 12.000.000        |
| Banco de Maracaibo           | 2.500.000  | 3.123.000  | 5.000.000         |
| Banco Comercial de Maracaibo | 2.850.000  | 2.850.000  | 4.000.000         |
| Banco Caracas                | 4.500.000  | 9.827.000  | 2.663.000         |

En 1998 inauguró la Plaza Juan Pedro López ubicada detrás de la sede banco. Desde entonces se ha encargado de programar encuentros culturales en la plaza.
El 26 de marzo de 2009 la Asamblea Nacional aprueba la reforma parcial de la Ley de administración financiera del sector público según Gaceta Oficial N.º 39.147 que dará inicio a una serie de modificaciones y permitió que el gobierno de Chávez gestione un acelerado programa de endeudamiento al punto que la deuda externa se duplique en menos de cuatro años. El 14 de julio de 2016 el país con una deuda casi triplicada con respecto a 2009 y unas reservas a menos de la mitad, el Citibank decidió suspender el servicio de las cuentas del gobierno así como algunas cuentas personales relacionadas con el gobierno de acuerdo a los índices económicos que presentaban alto riesgo, mientras el presidente Maduro acusó de un bloqueo financiero, la decisión fue tomada de acuerdo al resultado de un análisis de la gestión de riesgo en vista de la caída de las reservas de Venezuela, la dificultad de honrar su deuda externa y el origen no muy claras de sus transacciones financieras, se hace mención que el Banco Central de Venezuela y el Banco de Venezuela tienen un plazo 30 días para cambiar sus cuentas a otra entidad financiera. El 19 de abril de 2019 el Departamento del Tesoro de EE UU sancionó al Banco Central BCV lo que restringe las transacciones y prohibirá "el acceso a los dólares" del país. El 16 de abril de 2020 el Citibank cierra cuentas del BCV por orden emanada de la Secretaría del Tesoro estadounidense y es traslada a otra cuenta del Banco Federal a nombre del BCV pero administrada por diputados opositores. El Banco Central de Venezuela (BCV) denunció que Estados Unidos y un grupo de diputados opositores al Gobierno de Nicolás Maduro le despojaron una cantidad de dinero aproximado de 342 millones de dólares.

## Funciones
1. Formular y ejecutar la política monetaria.
2. Participar en el diseño y ejecutar la política cambiaria.
3. Regular y publicar el crédito y las tasas de interés del sistema financiero, así como el Encaje legal , marginal y ordinario
4. Regular la moneda y promover la adecuada liquidez del sistema financiero.
5. Administrar y centralizar las reservas internacionales de la República.
6. Estimar el Nivel Adecuado de las Reservas Internacionales de la República.
7. Participar en el mercado de divisas y ejercer la vigilancia y regulación del mismo, en los términos en que convenga con el Ejecutivo Nacional.
8. Velar por el correcto funcionamiento del sistema de pagos del país y establecer sus normas de operación.
9. Ejercer, con carácter exclusivo, la facultad de emitir especies monetarias.
10. Asesorar a los poderes públicos nacionales en materia de su competencia.
11. Ejercer los derechos y asumir las obligaciones de la República en el Fondo Monetario Internacional, según lo previsto en los acuerdos correspondientes y en la ley.
12. Participar, regular y efectuar operaciones en el mercado del oro.
13. Publicar y compilar las principales estadísticas económicas, monetarias, financieras, cambiarias, de precios y balanza de pagos, inflación, producto interno bruto.
14. Efectuar las demás operaciones y servicios propios de la banca central, de acuerdo con la ley

## Casa de la Moneda
La Casa de la Moneda de Venezuela es un moderno complejo industrial que cuenta con la más alta tecnología para acuñar monedas, imprimir billetes y producir especies valoradas (timbres y estampillas fiscales, papel sellado, bandas de garantía, entre otras). El BCV, además de ser el guardián de las reservas internacionales, es el órgano garante de la existencia oportuna y suficiente de medios de pago (billetes y monedas) al objeto de permitir el normal funcionamiento de la economía. La Casa de la Moneda se fundamenta, precisamente, en las disposiciones legales que facultan al Banco Central para emitir billetes y acuñar monedas.
Con la puesta en marcha de la Casa de la Moneda, el BCV garantiza la provisión de billetes y monedas con mayor grado de autonomía, al cambiar el estatus de importador a productor. Así asegura la existencia oportuna y suficiente de medios de pago que permiten el normal funcionamiento de la economía. La Casa de la Moneda tiene carácter de gerencia general del BCV, con rango de vicepresidencia. Su estructura organizativa se fundamenta en esquemas sencillos: un supervisor, un coordinador y equipos de trabajo integrados por ingenieros y técnicos.
Todo el personal que se incorpora para el manejo de los equipos se prepara, mediante pasantías, en casas de la moneda de América Latina y Europa; y asisten a cursos de formación dictados por la empresa suiza De la Rue Giori, la cual es proveedora de los equipos de impresión y acuñación que posee la CMV y brinda asesoría técnica para el funcionamiento de la fábrica.

## Sede principal en Caracas
La primera sede del Banco Central estuvo entre las esquinas de Veroes y Jesuitas. En esa dirección abrió el 15 de octubre de 1940 y allí inició el canje de billetes emitidos por bancos privados por los billetes del Banco Central. De esta manera se centralizaron las reservas monetarias internacionales del país. El 1 de enero de 1941 se inauguró el Banco Central oficialmente en un acto atendido por el presidente Eleazar López Contreras.
El 19 de octubre de 1943, se colocó la primera piedra para la construcción de un edificio propio diseñado por el arquitecto Gustavo Wallis. Esta sede resultó insuficiente para el crecimiento del banco, por lo que en los años 1950 se encargó un nuevo proyecto al arquitecto Tomás José Sanabria. Este edificio se construyó en dos etapas. La primera sería para la alta directiva del banco, las bóvedas de seguridad y alguno que otro servicio. Se construyó en el ángulo noroeste de la esquina de Carmelitas en la avenida Urdaneta.
El edificio ganó Premio Nacional de Arquitectura y fue inaugurado en 1965 por el presidente Raúl Leoni. Esta obra tiene 27 000 metros cuadrados de construcción incluyendo cinco sótanos de estacionamiento, tres de seguridad y oficinas, la planta baja, la mezzanina, tres pisos generales para oficinas y un cuarto piso para comedores y sala de asambleas.
La segunda fase del edificio consistía en la construcción de una torre donde se preveía que estuviesen otros organismos financieros como la Bolsa de Valores de Caracas, la Comisión Nacional de Valores y el Fondo de Inversiones de Venezuela. La Torre Financiera fue inaugurada por el presidente Rafael Caldera el 14 de septiembre de 1973, tiene 26 pisos e inicialmente fue ocupada por organismos financieros afines al BCV.

### Subsede Maracaibo

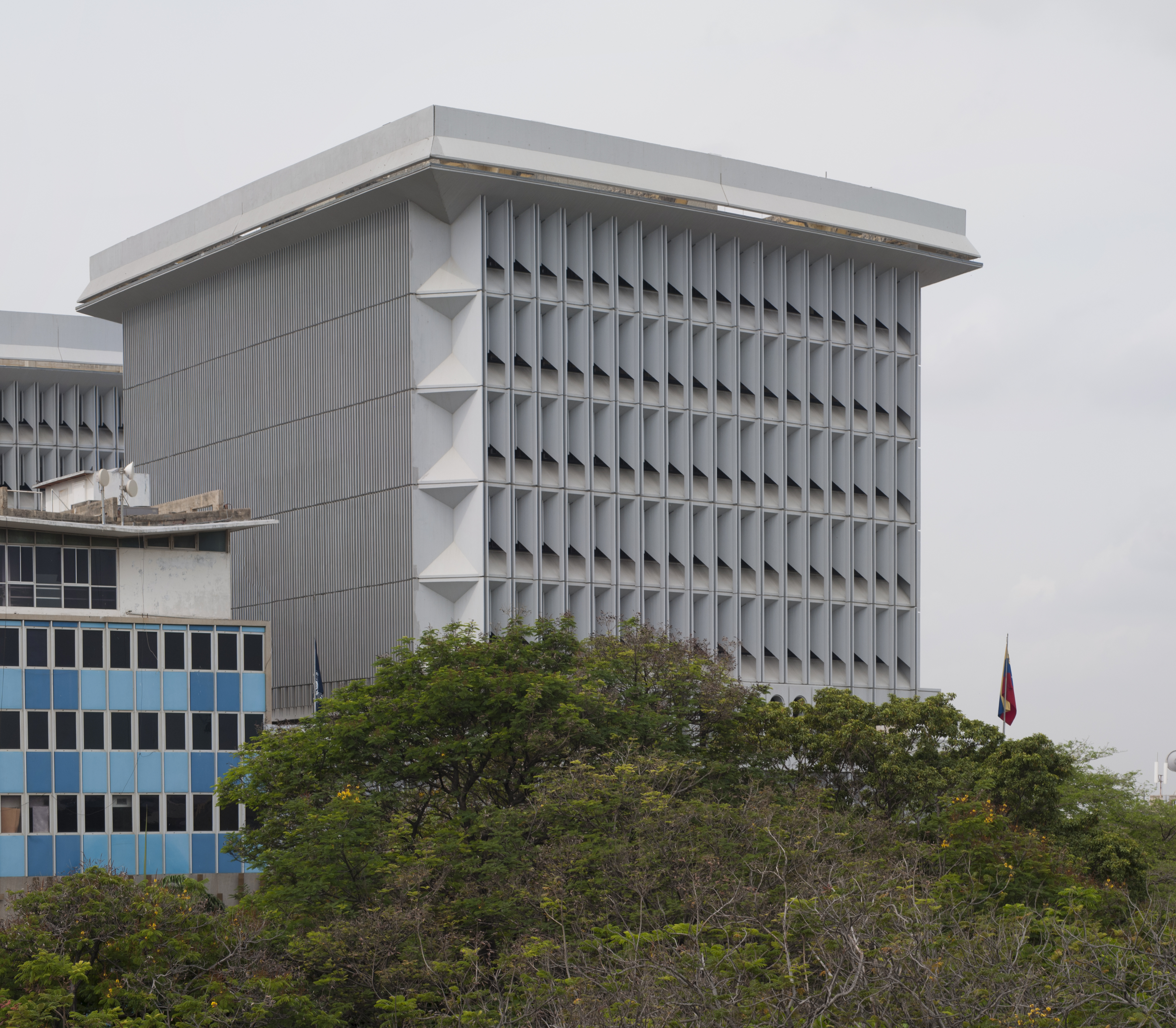
Torre del Banco Central de Venezuela en Maracaibo.

Las autoridades del Banco Central de Venezuela, decidieron la creación de la misma el 18 de junio de 1968, la Subsede del Banco Central de Venezuela de Maracaibo fue inaugurada en marzo de 1976 y sus actividades se iniciaron el 3 de enero de 1977, básicamente con operaciones de Tesorería y Caja, a través del servicio de canje o cambio de efectivo al público y apoyando el servicio de Agente de Tesorería Nacional.
Progresivamente se fueron incorporando otras funciones. El 1° de marzo de 1977 comenzó a funcionar la Cámara de Compensación en la Sucursal. El 10 de noviembre de 1978 se llevó a efecto el primer acto de emisión de billetes y recepción de monedas, cumpliéndose así una etapa fundamental en las labores de tesorería. Ese mismo año se inaugura la Biblioteca, la cual desde el año 2005 lleva el nombre de Domingo F. Maza Zavala.
Actualmente, la Subsede de Maracaibo del Banco Central de Venezuela, es una organización representativa del Instituto Emisor en el Zulia, orientada fundamentalmente a realizar los procesos de distribución de especies monetarias, ejercer funciones vinculadas con la investigación en la región zuliana, las estadísticas económicas y las relaciones institucionales. Con su actuación fortalece la imagen de la Institución aplicando criterios de eficiencia, integridad y perfectibilidad en el ejercicio de sus actividades, así como mediante la integración con la comunidad a través del aporte cultural, formativo y divulgativo.
La máxima autoridad dentro de estructura organizacional de la Subsede de Maracaibo, es el Gerente.[cita requerida]

## Reservas internacionales
Son una cantidad determinada de recursos (generalmente dinero representado en diferentes monedas y barras de oro) que el país posee y que utilizan, principalmente, para cumplir con compromisos internacionales. Las Reservas permite evaluar la capacidad del país para pagar bienes y servicios al extranjero,  capacidad pagar la deuda externa y mantener la estabilidad de la moneda nacional. 
En Venezuela se contabiliza las diferentes monedas y el oro que se encuentran depositados en el BCV y en bancos extranjeros, cuando el precio de la onza de oro sube o baja , las reservas también suben o bajan. Para inicios del 2012 las reservas de oro representaban el 60% de las Reservas Internacionales y estaban por el orden de las 365 toneladas y el restante 40% estaba distribuido en efectivo, títulos valores y Derechos especiales de giro (DEG) que podían hacerse rápidamente líquido en los mercados internacionales.
La principal fuente de abastecimiento de las reservas proviene de las exportaciones de Petróleo que representa casi un 90% de las reservas, otras fuentes de ingresos están dadas por las exportaciones no tradicionales entre ellas oro, aluminio, derivados del acero, productos petroquímicos y productos agrícolas.
Durante los seis primeros meses del año 2020 el promedio de las reservas internacional se ubicaron en un nivel de promedio de US $ 6.5 millones de dólares revelando sus niveles más bajos en treinta años.
A partir de marzo de 2021 el BCV deja de publicar semanalmente el valor de las reservas, los analistas estima que es probable que esta suspensión se deba a que los niveles de las reservas han seguido declinando. En septiembre de 2021 se ve un exagerado incremento a partir del día 8 de manera inexplicable al duplicar su valor, a lo que economista como José Guerra y Luis Arturo Bárcenas quienes asumen que el BCV está contando con los US $ 5.000 millones de dólares que corresponde de los Derechos Especiales de Giro (DEG) que aportaría el Fondo Monetario a los países más afectados por la pandemia COVID-19

## Moneda
En 2007, el BCV aprobó una reforma monetaria para introducir una nueva escala monetaria con tres ceros menos, de curso legal en el país, denominado Bolívar Fuerte (Bs.F.), sustituyendo la escala anterior denominada Bolívar. El calificativo fuerte, empleado para distinguir ambos conos monetarios, fue eliminado definitivamente de la denominación oficial el 1 de enero de 2012, cuando el cono antiguo fue puesto como fuera de circulación legal, ya que así lo establece la Constitución.
De acuerdo a la Ley del Banco Central de Venezuela, promulgada en diciembre de 2015, Título VIII, Capítulo I (artículos 106 al 120), acerca de la emisión y circulación del cono monetario, el BCV está plenamente facultado para tomar las medidas que considere necesarias al respecto.
En 2018 se anunció una nueva reconversión monetaria debido a la inflación y a fin de, nuevamente, eliminar tres ceros para ahorrar tiempo y dinero en la introducción de los registros contables, sistemas de cómputos y transacciones. Sin embargo, meses después de emitir este decreto, se decidió eliminar dos ceros más, logrando así la eliminación de cinco ceros de la moneda. En esta oportunidad el nuevo denominativo fue Bolívar Soberano (Bs.S.) y por ley el BCV determinará en qué momento finalizará el uso de este sustantivo, de acuerdo a la norma constitucional.
El 7 de septiembre de 2018, a raíz de la derogación de la Ley de Ilícitos cambiarios, en la Gaceta Oficial, ejemplar Extraordinario, N° 6405 comenzó a regir el «Convenio Cambiario N° 1» que atañe a todo lo concerniente al manejo de divisas en Venezuela.

### Liquidez monetaria
Una de las tantas funciones que cumple el Banco Central es el control de la impresión de billetes y acuñado de monedas, la liquidez está representada por los billetes y monedas en poder del público que circulan en el territorio y los depósitos a la vista totales de este en el sistema bancario, está conforma por M1; más M2 (Depósitos de Ahorro, A Plazo y Cuasi dinero). La liquidez monetaria tiene su principal respaldo en las reservas internacionales, cada vez que hay grandes desequilibrios se produce la inflación y se deprecia el valor de la moneda nacional.
En 2015 la liquidez monetaria había cerrado en 3.95 billones de bolívares, y para abril de 2015 cerró en 4.47 billones de bolívares. La liquidez monetaria en enero de 2016 fue de 4.17 billones de bolívares. La liquidez monetaria cerro el año 2016 con 10.42 billones de bolívares y para el 28 de abril de 2017 la liquidez cerró en 15.1 billones de bolívares. La liquidez de enero de 2017 fue de 11,27 billones de bolívares.
El año 2017 cerró la liquidez monetaria en 122.7 billones de bolívares. En marzo de 2018 la liquidez cerró en 422 billones en el momento que caen el Producto Interno Bruto, las exportaciones petroleras y la recaudación interna. En diciembre de 2018, la liquidez monetaria fue de 691.16 billones de bolívares
El 18 de agosto de 2018 se eliminó cinco ceros a la moneda y hubo un cambio del cono monetario
2019 La semana del 27 de septiembre de 2019, la más reciente registrada por el Banco Central de Venezuela, alcanzó la cifra récord de 15,349 billones de bolívares que representa apenas 759,19 millones de dólares sin llegar a los mil millones de dólares
La liquidez entre octubre y noviembre de 2019 creció hasta 33.528 billones lo que representa un aumento del 118% con respecto a septiembre.
La liquidez monetaria para el día 13 de diciembre de 2019 según la consultora Aristimuño Herrera & Asociados (AH&A), el BCV se ubica en 37.108 billones de bolívares, y BCV tuvo un incremento de 13.07% en la liquidez monetaria con respecto a finales de noviembre.
2020 La liquidez monetaria según el corte del 28 de agosto de 2020 según la consultora Aristimuño Herrera & Asociados reportado por el BCV fue de 179,8 billones de bolívares con un crecimiento de un 2.4% respecto a la semana anterior (estos reportes se dan Semanalmente) que al cambio oficial fue de 548,5 millones de dólares (T.C. en agosto de 2020 fue 324.61 bol/dólar). Para la segunda semana de septiembre la liquidez fue de 197,95 billones de bolívares, unos 460.3 millones de dólares.
La liquidez monetaria según el corte de noviembre de 2020 es de 338 billones de bolívares  equivalentes a 523 millones de dólares, lo que indica una fuerte devaluación del bolívar. Se cumplen 36 meses de hiperinflación
2021 La liquidez monetaria ha seguido en alza tras la devaluación del  Bolívar, el reporte del BCV del día 2 de abril de 2021 indica la existencia la histórica que la liquidez monetaria llega en cifras a Bs. 1.062.218.936 billones. La liquidez monetaria subió a Bs.  1.112 billones para la primera quincena de abril Para el final de mayo el BCV incremento la liquidez a 1 613 136 775 millones de bolívares.
Durante los últimos dos años el BCV ha incrementado la liquidez monetaria al punto de haber llegado en julio de 2021 a 2 071 billones de bolívares en circulación que acumula un incremento de 214,6%, una velocidad apenas menor al 243,7% que llevaba el año pasado La liquidez para principios de agosto llegó a 2.194.172.545 millones de bolívares, un aumento de apenas 3,12% en el mes terminado de julio (unos 535 millones de dólares al cambio oficial de agosto de 4.100.000 b/dólar), para el 12 de noviembre la liquidez monetaria en bolívares fue de 3.372,106 millones de bolívares (unos 753 millones de dólares al cambio oficial de noviembre de 4.50 b/dólar)
2022 A fines de enero de 2022 el Banco Central detalló el aumento de liquidez  a 4.337.008 el nuevo impulso se debió  a un mayor gasto público y cumplir sus compromisos. La liquidez monetaria llegó a fines de febrero a 5.112.232 millones de bolívares. En mayo del 2022 la liquidez monetaria estaba en 7,095 millones de bolívares. En octubre el monto de la liquidez era de 12.446,6 millones de bolívares, equivalentes a 1.512 millones de dólares al tipo de cambio oficial. al 10 de noviembre la liquidez monetaria reportada por el Banco Central de Venezuela (BCV) fue con un aumento de 11,83% hasta 15.049,98 millones de bolívares. Al final de octubre la liquidez 13.610,94 millones de bolívares. En el reporte del BCV al 30 de noviembre la liquidez es de 18.577,77 millones de bolivares. Al 16 de diciembre la liquidez fue 18.857,7 millones de bolívares.(18 billones)
2023 El circulante inició el año con 18 billones y se ubicó en 22.566,2 millones de bolívares al cierre del pasado 3 de febrero de 2023 El BCV reportó la mayor liquidez monetaria de 24 192.8 millones de bolívares o el equivalente a 991,5 millones de dólares al precio oficial (TC: 22.90). para el 23 de mayo la liquidez llegaba a los 32 456.1 millones de bolívares de acuerdo al informe del BCV. Aumenta la liquidez para septiembre a 43.741 billones de bolívares. En octubre el economista y profesor de Macroeconomía de la Universidad Metropolitana, Hermes Pérez, reveló que la liquidez monetaria en Venezuela ha aumentado más de 100% en lo que va de 2023. Pérez explicó que el financiamiento monetario del Banco Central de Venezuela (BCV) al gasto público ha ido disminuyendo en los últimos años. La liquidez alcanza nuevo hito en octubre, el circulante alcanzó los 50.631,4 millones de bolívares y en las últimas cuatro semanas acumula un alza de 16,94%. La liquidez monetaria lleva cuatro semanas consecutivas en alza en noviembre de 2023 con un incremento acumulado de 22% hasta alcanzar la marca de 57.095 millones de bolívares en circulación. En octubre y noviembre, el circulante emitido por el BCV aumentó 34,60% en una evidente aceleración, el volumen de dinero que circula en la economía equivale a 1.828 millones de dólares al tipo de cambio oficial, mientras se estima que en Venezuela circulan unos 5.000 millones de dólares. Analistas privados sostienen, por ejemplo, que la recuperación del consumo en 2023 es menor a la esperada, así como el nivel de actividad económica. Tal parece que la decisión de no incrementar salarios formalmente (con incidencia en el cálculo de prestaciones sociales) desde 2022, a pesar de lo bajas que ya eran remuneraciones en el sector público con un muy escaso poder de compra.
En el corte del 1 de diciembre de 2023, la liquidez monetaria se ubicó en 64.926,1 millones de bolívares, un 7,98% superior al corte semanal anterior, con una variación anual de 243%.
2024 La Liquidez para el 22 de marzo de 2024 llegó a  84.752,29 B. bolívares equivalente a unos 2,331 millones de dólares al tipo de cambio oficial (TC. 36.42)
El monto de la liquidez monetaria superó 89.000 millones de bolívares al cierre de marzo iniciando abril. Al 28 de mayo la liquidez alcanzó 102.768 billones de bolívares un incremento del 17.42% con respecto al mes de abril. La primera semana de junio la liquidez llegó a 107,231 millones de bolívares, una situación lógica en un contexto de campaña electoral.
El circulante alcanzó  en julio los 118.346,29 millones de bolívares, equivalentes a más de 3.241 millones de dólares al tipo de cambio oficial (T.C. 36.41 en julio), con un aumento de 11,97% del circulante. La liquidez muestra un crecimiento anualizado de 207,89% hasta el 28 de junio, mientras la inflación ha subido 51,37% interanual y el tipo de cambio oficial se ha elevado solo 28,74% en 12 meses Al cierre del mes de julio el BCV reportó un circulante de 123.728 millones de bolívares. En agosto el BCV reportó un circulante de 126.639 millones de bolívares. El BCV reportó en octubre un crecimiento elevado para los estándares del año, para ubicarse en 140.421,13 millones de bolívares, equivalentes a 3.791,07 millones de dólares al valor oficial.  Entre enero y octubre de 2024 Gobierno ha creado 80 billones de bolívares, durante el año 2022 el gobierno imprimió 14.5 billones de Bolívares y durante 2023 el gobierno creó solo 42.3 billones de bolívares. Para noviembre de 2024 la liquidez descendió la última semana en 0,80% para ubicarse en 142.884,83 millones de bolívares, equivalente a 3.345,47 millones de dólares. El 31 de diciembre la liquidez cerró en 166.581,7 millones de bolívares.
2025
Al cierre de enero de 2025 la liquidez monetaria fue de  188.782,17 millones de bolívares, un monto equivalente a 3.230,36 millones de dólares al tipo de cambio oficial de cierre de mes. En la primera quincena de mayo el BCV informa una liquidez de 233,46 Billones de bolivares y para el 30 de mayo la liquidez es de 260,52 Billones de bolívares (260.521,0 millones de bolívares, unos 2,690 millones de dólares al T.C. de 96.85 bol/dólar).
| Mes - Año         | Mar-2021           | Abr-2021           | May-2021           | Jul-2021           | Ago-2021           | Nov-2021           |
| Moneda Circulante | 1.062 B. bolívares | 1.112 B. bolívares | 1.613 B. bolívares | 2.071 B. bolívares | 2.194 B. bolívares | 3.372 B. bolívares |

| Mes - Año         | Ene-2022           | Feb-2022           | May-2022           | Ago-2022            | Set-2022            | Oct-2022            | Nov-2022            | Dic-2022            | Var-anual |
| Moneda Circulante | 4.337 B. bolívares | 5.112 B. bolívares | 7.095 B. bolívares | 10.248 B. bolívares | 11.100 B. bolívares | 13.610 B. bolívares | 18.577 B. bolívares | 18.857 B. bolívares | 349.10 %  |

| Mes - Año         | Ene-2023            | Feb-2023            | May-2023            | Ago-2023            | Sep-2023            | Oct-2023            | Nov-2023            | Dic-2023            | Var-anual |
| Moneda Circulante | 22.566 B. bolívares | 24.192 B. bolívares | 32.456 B. bolívares | 41.319 B. bolívares | 43.741 B. bolívares | 50.631 B. bolivares | 57.095 B. bolívares | 64.926 B. bolívares | 243.0 %   |

| Mes - Año         | Mar-2024            | Abr-2024            | May-2024            | Jun-2024             | Jul-2024             | Jul-2024            | Ago-2024            | Oct-2024            | Nov-2024             | Dic-2024             | Var-anual |
| Moneda Circulante | 84.752 B. bolívares | 89.008 B. bolívares | 95.533 B. bolívares | 107.231 B. bolívares | 118.346 B. bolívares | 123.725 B bolívares | 126.639 B bolívares | 140.421 B bolívares | 142.884 B. bolívares | 166.581 B. bolívares | 256.57%   |

| Mes - Año         | Ene-2025             | Abr-2025             | May-2025             | 30-May-2025          | 06-Jun-2025          | 10-Jul-2025          | 25-Jul-2025          | 12-Ago-2025          |
| Moneda Circulante | 188.782 B. bolívares | 212.664 B. bolívares | 233.468 B. bolívares | 260.521 B. bolívares | 274.125 B. bolívares | 316.201 B. bolívares | 348.409 B. bolívares | 373.169 B. bolívares |

#### Títulos de Cobertura BCV
En el mes de marzo de 2022 el BCV emitió unos bonos a corto plazo denominados Títulos de Cobertura BCV (TC) para absorber liquidez excesiva que fue inyectada por el propio ente emisor y bajar la demanda de divisas. Estos títulos «se colocarán a 28/56 días y pagarán una Tasa de Interés de Operaciones de Absorción (TIDA) que determinará el BCV», inicialmente el monto mínimo de inversión fue de Bs. 50.000, equivalente a US$ 11.468, «es decir no están diseñados para el público», están exentos del Impuesto sobre la Renta y no representan un riesgo de monetización significativa. para 2023 el monto mínimo fue de Bs.20,000 con un rango de incremento fijo de 5.000 bolívares. con tasas de entre 16% y 18% de acuerdo con los plazos de las emisiones que van desde un mínimo de 14 hasta un máximo de 91 días, cuya amortización es 100% al vencimiento. Estos títulos no son negociables en mercado secundario, pero los tenedores pueden vender sus posiciones antes del vencimiento al Banco Central de Venezuela (BCV) indexado al tipo de cambio oficial del día. En mayo de 2025 el Banco Central redujo la tasa de intereses  de los Títulos de Cobertura Cambiaria en 10 puntos, títulos que rendian entre 14.5% y 16%  para ubicar los rendimientos de estos instrumentos en un arco que va entre 4,5% y 6%, independientemente del plazo de emisión. La indexación cambiaria continua.

## Deuda pública venezolana
La Deuda pública venezolana es administrada por el Banco Central de Venezuela, son las deudas que mantiene el Estado venezolano frente a los particulares que pueden ser venezolanos o de otro país, que están comprendidas por la Deuda externa y la Deuda interna
Se calcula que la deuda externa total de Venezuela para el año 2018 era de $ 160 831 millones de dólares y para ese año representa el 186 % del producto interno bruto el BCV no ha publicado un informe oficial, se estima que la mayor parte de la deuda esta sustentada en los bonos Soberanos y bonos PDVSA que fueron emitidos durante el gobierno de Hugo Chávez, otras deudas a convenios con países como China y Rusia y un tercer grupo se debe a pagos pendientes por las expropiaciones de empresas transnacionales Para julio de 2021 Venezuela tiene una "deuda vencida" sobre su deuda externa que acumula cerca de los 80 mil millones de dólares incluyendo intereses porque ha dejado de pagar a sus tenedores desde el 2017 Para noviembre de 2022 la deuda externa venezolana era de unos 80 mil millones más intereses acumulados, además tenía 59 casos judiciales por arbitraje. De los cuales, 22 han terminado con condena contra la República y PDVSA. Otros 15 casos que han sido desestimados por razones procedimentales,  15 están todavía en curso y 7 casos de llegar a un acuerdo entre el inversionista y la República o PDVSA.
En abril de 2024 el gobierno de Venezuela informó que contrató a Rothschild & Co. con sede en París como asesor financiero para brindar una visión general de sus obligaciones de la deuda externa que dejó de pagar desde el segundo semestre de 2017, se calcula que Venezuela debe alrededor de 154 mil millones de dólares a acreedores globales (según una estimación del economista Francisco Rodríguez, profesor de la Universidad de Denver).  El gobierno dejó de informar a través del BCV desde finales del año 2014. Aquí también se debería agregarse a la deuda externa, la falta de pago por expropiaciones de empresas extranjeras desde el 2006. Estados Unidos no reconoce a Nicolás Maduro y las sanciones prohíbieron al gobierno vender deuda en los mercados estadounidenses, colocando al país por años en un aislamiento financiero internacional preventivo desde mayo de 2018.